# Rush (badminton)
Pour les articles homonymes, voir Rush.
Le rush est un coup au badminton qui se réalise en revers lorsque le volant est légèrement au-dessus du filet. La raquette est parallèle au filet pour accélérer le volant et le mouvement va de l’extérieur vers l’intérieur du terrain. Le but est de contrer le volant au niveau du haut du filet avec une trajectoire descendante rapide.